# Impact Plus Exclusive Events
Impact Plus Exclusive Events son una serie de especiales de Impact Wrestling con distintas promociones independientes, transmitidos en vivo en su plataforma Impact Plus.
Luego de que la plataforma Global Wrestling Network fuese reemplazada por Impact Plus, Impact Wrestling anunció que se transmitirían una serie de eventos mensuales reemplazando a los antiguos especiales One Night Only.

## CODE RED
CODE RED  fue un evento transmitido por Impact Wrestling en su página oficial de streaming Impact Plus el 5 de mayo de 2019 desde el NYC Arena en Jamaica, New york.
| N.º                       | Resultados | Estipulación                                                           | Tiempo |
| ------------------------- | --- | ---------------------------------------------------------------------- | ------ |
| 1                         | Rich Swann (C) venció a Ace Austin, Trey, Smiley, Evander James y Mantequilla                                                      | Six-Man Scramble Match por el Impact X Division Championship           | 10:35  |
| 2                         | Anthony Gangone venció a Ken Broadway y Moose                                                                                      | Triple Threat Match por el HOG World Heavyweight Champion              | 09:10  |
| 3                         | The North (Ethan Page y Josh Alexander) vencieron a The Rascalz (Dezmond Xavier y Zachary Wentz)                                   | Tag Team Match                                                         | 09:30  |
| 4                         | Tessa Blanchard y Violette vencieron a Scarlett Bordeaux y Sonya Strong                                                            | Tag Team Match                                                         | 12:05  |
| 5                         | Michael Elgin venció a Willie Mack                                                                                                 | Singles Match                                                          | 15:55  |
| 6                         | Johnny Impact y Taya Valkyrie (con Johnny Bravo) vencieron a Eddie Edwards y Alisha Edwards                                        | Intergender Tag-Team Match                                             | 12:30  |
| 7                         | LAX (Santana y Ortiz) (C) vencieron a oVe (Dave Christ y Jake Crist) y The New York Wrecking Krew (Chris Seaton y Smooth Blackmon) | Triple Threat Tag-Team Match por el Impact World Tag Team Championship | 12:35  |
| 8                         | Sami Callihan venció a Tommy Dreamer                                                                                               | OVE Rules Match                                                        | 14:30  |
| (C) Representa al campeón | |                                                                        |        |

## A Night You Can't Mist
A Night You Can't Mist fue un evento realizado por Impact Wrestling en conjunto con House of Hardcore desde la 2300 Arena en Filadelfia, Filadelfia. El evento será transmitido el sábado 8 de junio de 2019 en su página oficial de streaming Impact Plus.
Uno de los anuncios para el evento es la presencia del luchador The Great Muta
| N.º                       | Resultados | Estipulación                                       |
| ------------------------- | --- | -------------------------------------------------- |
| 1                         | JXT venció a Ace Romero                                                                                            | Singles Match                                      |
| 2                         | The Rascalz (Zachary Wentz, Dezmond Xavier y Trey Miguel) vencieron a oVe (Madman Fulton, Jake Crist y Dave Crist) | 6-Man Tag Team Match                               |
| 3                         | Moose venció a Luchasaurus                                                                                         | Singles Match                                      |
| 4                         | Little Guido Maritato venció a Clayton Gainz                                                                       | Singles Match                                      |
| 5                         | Taya Valkyrie (c) (con John E.Bravo) venció a Jordynne Grace                                                       | Singles Match por el Impact Knockouts Championship |
| 6                         | Willie Mack (c) venció a Teddy Hart y Rich Swann                                                                   | Triple Threat Match por el HOH TV Championship     |
| 7                         | Sami Callihan venció a Eddie Edwards                                                                               | Philly Street Fight                                |
| 8                         | Tommy Dreamer y The Great Muta vencieron a Michael Elgin y Johnny Impact (con Taya Valkyrie y John E.Bravo)        | Tag Team Match                                     |
| (C) Representa al campeón | |                                                    |

## Bash at the Brewery
Bash at the Brewery fue un evento realizado por Impact Wrestling en conjunto con River City Wrestling desde la Freetail Brewery en San Antonio, Texas. El evento fue transmitido el viernes 5 de julio de 2019 en su página oficial de streaming Impact Plus.
| N.º                       | Resultados | Estipulación                                                    |
| ------------------------- | --- | --------------------------------------------------------------- |
| 1                         | The Rascalz (Dezmond Xavier, Zachary Wentz y Trey Miguel) vencieron a Matthew Palmer, “Dirty” Andy Dalton y a Steve O Reno | 6-Man Tag Team Match                                            |
| 2                         | Fallah Bahh (c) venció a Anthony Andrews (con Brandon Oliver)                                                              | Singles Match para retener el RCW Heavyweight Championship      |
| 3                         | Jordynne Grace venció a Jessicka Havok (con Su Yung) por descalificación                                                   | Singles Match                                                   |
| 4                         | Jordynne Grace y Rosemary vencieron a Jessicka Havok y Su Yung                                                             | Tag Team Match                                                  |
| 5                         | Tessa Blanchard, Rich Swann y Willie Mack vencieron a oVe (Dave Crist, Jake Crist y Madman Fulton)                         | 6-Man intergender Tag Team Match                                |
| 6                         | Michael Elgin venció a Eddie Edwards y Moose                                                                               | Triple Threat Match                                             |
| 7                         | The North (Ethan Page y Josh Alexander) vencieron a LAX (Santana y Ortiz) (c)                                              | Tag Team Match para ganar el Impact World Tag Team Championship |
| 8                         | Rob Van Dam venció a Sami Callihan                                                                                         | Singles Match                                                   |
| (C) Representa al campeón | |                                                                 |

## Unbreakable
Unbreakable fue un evento producido por Impact Wrestling desde el Esports Arena en Santa Ana, California. El evento fue transmitido el viernes 2 de agosto de 2019 en su página oficial de streaming Impact Plus.
| N.º                                                      | Resultados | Estipulación                                                                          |
| -------------------------------------------------------- | --- | ------------------------------------------------------------------------------------- |
| 1                                                        | (D) Fidel Bravo venció a El Mariachi Loco                                                                                              | Singles Match                                                                         |
| 2                                                        | PPRay (Peter Avalon y Ray Rosas) vencieron a Chris Bey y Watts                                                                         | Tag Team Match                                                                        |
| 3                                                        | Jake Crist (c) venció a Ace Austin, Adrian Quest, Chuck Mambo, Danny Limelight y Trey                                                  | Scramble Six Way Match Match por el Impact X Division Championship                    |
| 4                                                        | Madison Rayne venció a Ayoka Muhara | Singles Match                                                                         |
| 5                                                        | Michael Elgin venció a Eddie Edwards                                                                                                   | Singles Match                                                                         |
| 6                                                        | Jordynne Grace, Petey Williams y Scott Steiner vencieron a Dicky Mayer, Jervis Cottonbelly y Ryan Taylor                               | Six-Man Tag Team Match                                                                |
| 7                                                        | Jessicka Havok venció a Taya Valkyrie (c) por conteo fuera del Ring                                                                    | Singles Match por el Impact Knockouts Championship                                    |
| 8                                                        | Rhino venció a Moose | Singles Match                                                                         |
| 9                                                        | The North (Ethan Page y Josh Alexander) (c) vencieron a Reno SCUM (Adam Thornstowe y Luster The Legend) y a Rich Swann con Willie Mack | Three Way Tag Team Match Match para retener el Impact World Tag Team Championship     |
| 10                                                       | Sami Callihan venció a Tessa Blanchard                                                                                                 | Singles Match para determinar al primer contendiente por el Impact World Championship |
| (C) Representa al campeón (D) Representa a un Dark Match | |                                                                                       |

## Victory Road
Victory Road fue un evento realizado por Impact Wrestling en conjunto con World Class Revolution desde el Stride Bank Center en Enid, Oklahoma, El evento será transmitido el 14 de septiembre de 2019 a través de la plataforma de streaming Impact Plus! de Impact Wrestling.
| N.º                       | Resultados                                                                      | Estipulación                                                |
| ------------------------- | ------------------------------------------------------------------------------- | ----------------------------------------------------------- |
| 1                         | The North (Ethan Page & Josh Alexander) vencieron a Fuego Del Sol & Retro Randy | Tag Team Match                                              |
| 2                         | Kiera Hogan venció a Desi Derata                                                | Singles Match                                               |
| 3                         | Sami Callihan venció a Hawk                                                     | Singles Match                                               |
| 4                         | MVP venció a Chavo Guerrero Jr. (c)                                             | Singles Match para ganar el WCR Heavyweight Championship    |
| 5                         | Taya Valkyrie (c) venció a Rosemary                                             | Singles Match para retener el Impact Knockouts Championship |
| 6                         | Moose venció a Stephan Bonnar                                                   | Singles Match                                               |
| 7                         | Eddie Edwards venció a Rohit Raju (con Mahabali Shera) por descalificación      | Singles Match                                               |
| 8                         | Brian Cage & Eddie Edwards vencieron a Mahabali Shera & Rohit Raju              | Tag Team Match                                              |
| 9                         | Michael Elgin venció a TJP                                                      | Singles Match                                               |
| (C) Representa al campeón |                                                                                 |                                                             |

## Prelude to Glory
Prelude to Glory fue un evento de lucha libre profesional en vivo producido por Impact Wrestling que se transmitirá exclusivamente en Impact Plus.
| N.º                       | Resultados | Estipulación             |
| ------------------------- | --- | ------------------------ |
| 1                         | Rich Swann & Willie Mack vencieron a The Desi Hit Squad (Mahabali Shera & Rohit Raju)                                    | Tag Team Match           |
| 2                         | Fallah Bahh venció a Johnny Swinger                                                                                      | Singles Match            |
| 3                         | Russ Jones vs. Theo Storm went terminó sin resultado                                                                     | Singles Match            |
| 4                         | Moose venció a Russ Jones                                                                                                | Singles Match            |
| 5                         | Havok venció a Elayna Black                                                                                              | Singles Match            |
| 6                         | Sami Callihan venció a Dez                                                                                               | Singles Match            |
| 7                         | Brian Cage & Tessa Blanchard vencieron a Ohio Versus Everything (Jake Crist & Madman Fulton)                             | Tag Team Match           |
| 8                         | Jordynne Grace, Rosemary, & Tenille Dashwood vencieron a Kiera Hogan, Madison Rayne, & Taya Valkyrie (con John E. Bravo) | Six-Woman Tag Team Match |
| 9                         | Eddie Edwards venció a Ace Austin                                                                                        | Street Fight             |
| 10                        | Naomichi Marufuji, Rhino, & Rob Van Dam vencieron a The North (Ethan Page & Josh Alexander) & Michael Elgin              | Six-Man Tag Team Match   |
| (C) Representa al campeón | |                          |

## Turning Point
Turning Point fue un evento de lucha profesional producido por Impact Wrestling junto con Pensilvania Premiere Wrestling. Fue el decimotercer evento en la cronología de Turning Point y se transmitió en vivo por Impact Plus. Tuvo lugar el 9 de noviembre de 2019 en la Academia de la Sagrada Familia en Hazleton, Pensilvania.
| N.º                       | Resultados                                                                                              | Estipulación                                                            |
| ------------------------- | --- | ----------------------------------------------------------------------- |
| 1                         | Jordynne Grace & Tessa Blanchard defeated Havok & Madison Rayne                                         | Tag Team Match                                                          |
| 2                         | Clutch Adams (c) venció a Charles Mason, Desean Pratt, Evander James, Facade (con Dani Mo) y KC Navarro | 6-Way Scramble Match por el PPW Heavyweight Championship                |
| 3                         | Moose venció a Fallah Bahh                                                                              | Singles Match                                                           |
| 4                         | Taya Valkyrie (con John E. Bravo) venció a Tenille Dashwood                                             | Singles Match                                                           |
| 5                         | The North (Ethan Page & Josh Alexander) (c) vencieron a Rich Swann & Willie Mack                        | Tag Team Match para retener el Impact World Tag Team Championship       |
| 6                         | Eddie Edwards venció a Mahabali Shera                                                                   | Singles Match for possession of Edwards' Call Your Shot Gauntlet Trophy |
| 7                         | Ace Austin (c) venció a Jake Crist                                                                      | Singles Match para retener el Impact X Division Championship            |
| 8                         | Rob Van Dam (con Katie Forbes) venció a Rhino por descalificación                                       | Singles Match                                                           |
| 9                         | Sami Callihan (c) venció a Brian Cage                                                                   | Singles Match para retener el Impact World Championship                 |
| (C) Representa al campeón | |                                                                         |

## No Surrender
No Surrender fue un evento de lucha libre profesional producido por Impact Wrestling junto con The Wrestling Revolver. Tendrá lugar el 7 de diciembre de 2019 en The Brightside Music & Event Venue en Dayton, Ohio. Será el duodécimo evento bajo la cronología No Surrender y se transmitirá en vivo exclusivamente en Impact Plus.
| N.º                       | Resultados | Estipulación                                            |
| ------------------------- | --- | ------------------------------------------------------- |
| 1                         | Trey venció a Logan James y a Tyler Matrix                                                                                                  | Triple Threat Match                                     |
| 2                         | Rosemary venció a Madison Rayne | Singles Match                                           |
| 3                         | Rhino venció a Jeremiah | Singles Match                                           |
| 4                         | Rhino venció a Clayton Gainz | Singles Match                                           |
| 5                         | Michael Elgin venció a Larry D | Singles Match                                           |
| 6                         | Ohio Versus Everything (Dave Crist & Jake Crist) vencieron a The Desi Hit Squad (Mahabali Shera & Rohit Raju) y a The Rascalz (Dez & Wentz) | Triple Threat Tag Team match                            |
| 7                         | Madman Fulton vencieron a Acey Romero, Brian Cage, Crash Jaxon, y a Willie Mack                                                             | 5-way Scramble Match                                    |
| 8                         | Havok venció a Taya Valkyrie (c) (con John E. Bravo) por descalificación                                                                    | Singles Match por el Impact Knockouts Championship      |
| 9                         | Eddie Edwards venció a Ace Austin | Tables Match                                            |
| 10                        | Sami Callihan (c) venció a Rich Swann | Singles Match para retener el Impact World Championship |
| (C) Representa al campeón | |                                                         |

## Bash at the Brewery 2
Bash at the Brewery 2 fue un evento de lucha libre profesional en vivo producido por Impact Wrestling junto con River City Wrestling que se transmitirá exclusivamente en Impact Plus.
| N.º                       | Resultados | Estipulación                                               |
| ------------------------- | --- | ---------------------------------------------------------- |
| 1                         | Ace Austin venció a Wentz | Singles Match                                              |
| 2                         | Kiera Hogan (c) venció a Christi Jaynes | Singles Match para retener el RCW Women's Championship     |
| 3                         | Fallah Bahh (c) venció a Kongo Kong (con Brandon Oliver & Madi Wrenkowski)                                                                         | Singles Match para retener el RCW Heavyweight Championship |
| 4                         | Michael Elgin venció a Joey Ryan | Singles Match                                              |
| 5                         | Rhino venció a Mahabali Shera por descalificación                                                                                                  | Singles Match                                              |
| 6                         | Rob Van Dam (con Katie Forbes) venció a Eddie Edwards                                                                                              | Singles Match                                              |
| 7                         | The North (Ethan Page & Josh Alexander) vencieron a The Rascalz (Dez & Trey)                                                                       | Tag Team match                                             |
| 8                         | Jordynne Grace venció a Taya Valkyrie (con John E. Bravo)                                                                                          | Brewery Brawl                                              |
| 9                         | Ohio Versus Everything (Dave Crist, Jake Crist, Madman Fulton, & Sami Callihan) vencieron a Brian Cage, Rich Swann, Tessa Blanchard, & Willie Mack | Eight-person Tag team Elimination match                    |
| (C) Representa al campeón | |                                                            |

## Sacrifice
Sacrifice fue un evento de lucha libre profesional en vivo producido por Impact Wrestling junto con Ohio Valley Wrestling que se transmitirá exclusivamente en Impact Plus.
| N.º                                                    | Resultados                                                                                             | Estipulación                                                      |
| ------------------------------------------------------ | --- | ----------------------------------------------------------------- |
| 1                                                      | (P) AJ Daniels venció a D'Mone Solavino                                                                | Singles Match                                                     |
| 2                                                      | (P) Max the Impaler venció a Cali Young (con DL3)                                                      | Singles Match                                                     |
| 3                                                      | Rohit Raju venció a Corey Storm                                                                        | Tag Team Match                                                    |
| 4                                                      | The North (Ethan Page y Josh Alexander) (c) vencieron a The Rascalz (Trey y Wentz)                     | Tag team match para retener el Impact World Tag Team Championship |
| 5                                                      | Kiera Hogan venció a Ray Lyn                                                                           | Singles Match                                                     |
| 6                                                      | Willie Mack venció a Jay Bradley                                                                       | Singles Match                                                     |
| 7                                                      | Acey Romero y Larry D vencieron a Ohio Versus Everything (Dave Crist y Madman Fulton) (con Jake Crist) | Tag Team Match                                                    |
| 8                                                      | Daga venció a Jake Crist                                                                               | Singles Match                                                     |
| 9                                                      | Joey Ryan venció a Johnny Swinger                                                                      | Singles Match                                                     |
| 10                                                     | Jordynne Grace (c) venció a Havok                                                                      | Singles Match para retener el Impact Knockouts Championship       |
| 11                                                     | Rhino venció a Moose por descalificación                                                               | Singles Match                                                     |
| 11                                                     | Moose venció a Rhino                                                                                   | No Disqualification match                                         |
| 12                                                     | Tessa Blanchard (World Champion) venció a Ace Austin (X Division Champion)                             | Non-title Champion vs. Champion match                             |
| (C) Representa al campeón (P) Representa a un Pre-Show | |                                                                   |